# Bansong-dong, Busan
Bansong-dong (koreanska: 반송동) är en stadsdel i staden Busan i den sydöstra delen av Sydkorea, 300 km sydost om huvudstaden Seoul. Den ligger i stadsdistriktet Haeundae-gu i nordöstra Busan.

## Tabell
Administrativt är Bansong-dong indelat i:
| Namn      | Namn               | Yta km² | Invånare 31 dec 2018 |
| --------- | ------------------ | ------- | -------------------- |
| 반송제1동 | Bansong 1(il)-dong | 6,76    | 16 724               |
| 반송제2동 | Bansong 2(i)-dong  | 4,59    | 26 149               |